# Александр Македонський виявляє довіру своєму лікареві Філіппу
Александр Македонський виявляє довіру своєму лікареві Філіппу — акварельний малюнок Тараса Шевченка виконаний ним в 1836 році в Санкт-Петербурзі. Один з малюнків на історичну тематику створених під час навчання у художника Василя Ширяєва. Він зображує сюжет з історії життя македонського басилевса Александра Великого.
Малюнок був подарований художником Василю Жуковському і довгий час зберігався у приватних колекціях в Європі, а потім у Радищевському музеї в Саратові. У 1940 році став зберігатися в Центральному музеї Тараса Шевченка, а потім в його установах-наступниках. Починаючи з 1939 року, малюнок неодноразово експонувався на різних виставках.
«Александр Македонський виявляє довіру своєму лікареві Філіппу» — типовий малюнок в академічному стилі, де основний сюжет зображено на другому плані. Погляд хворого басилевса та його оточення спрямований на лікаря Філіппа Акарнанського, який читає листа в якому його обвинувачують у спробі отруїти правителя. Александр ігнорує зміст листа та випиває ліки приготовані Філіппом.

## Історія малюнку
Малюнок був створений Тарасом Шевченком у 1836 році в Санкт-Петербурзі, під час навчання у художника Василя Ширяєва. Останній навчав своїх учнів не тільки техніці інтер'єрного розпису, але й малювати роботи на античну та міфологічну тематику в академічному стилі. Під час навчання у Ширяєва, Шевченко створив низку «складних багатофігурних композицій» на античну тематику. За іншою версією, Шевченко створив малюнок під час навчання на класах Товариства заохочення художників.
Разом з кількома іншими роботами 1835—1837 років, малюнок був подарований художником своєму товаришу, поету Василю Жуковському. Останній у 1841 році покинув Російську імперію і вивіз малюнки до Європи. На думку дослідниці Ірини Веріківської, син Жуковського — Павло — передав малюнок художнику Олексію Боголюбову, який у той час мешкав в Парижі. У 1885 році малюнок був переданий до заснованого Боголюбовим Радищевського музею в Саратові, де йому був присвоєний інвентарний номер 748. У 1940 році малюнок увійшов до складу фондів Центрального музею Тараса Шевченка у Києві. Після реорганізації музею, у 1948 році, малюнок зберігається у Державному музеї Тараса Шевченка (з 1991 року Національний музей Тараса Шевченка) під інвентарним номером г-890. Стан задовільний.
Малюнок виконаний тушшю і розфарбований акварельними фарбами на листі паперу розмірами 26 × 35,7 сантиметра. У його лівому нижньому куті є авторський напис зроблений тушшю: 1836. Шевченко. Малюнок був наклеєний на монтувальний картон, на звороті якого знаходилася етикетка з написом французькою: Площа Бреда 10 та 12. П. Гомберт-син. Золотар по дереву. Рами золочені та чорні із золотом. Окантувальник. Париж (фр. 10 et 12 Place Breda. Р. Hombert Fil. Doreur sur Bois. Cadres Dares et Noire et Or. Specialie Denc adrements. Paris). Під час реставрації у 1955 році картон був відокремлений і на звороті малюнка були виявлені етюди ніг. За припущенням Ірини Вериківської, зображення стоп з цих етюдів були використанні при написанні художником творів на античну тематику, зокрема і малюнка, який зображував Александра Македонського.
Малюнок вперше згадується під помилковою назвою «Смерть Сократа» у виданому в 1886 році «Указателе Радищевского музея в Саратове». З 1911 року вважається, що на малюнку зображено Александра Македонського. Мистецтвознавець Олексій Новицький включив малюнок до восьмого тому Повного зібрання творів Шевченка і написав перший його науковий коментар (1932). Малюнок вперше репродукований у третьому номері журналу «Малярство і скульптура» за 1937 рік.
У сьомий том Повного зібрання творів Тараса Шевченка в десяти томах, малюнок був включений під назвою «Александр Македонський виявляє довір'я своєму лікареві Філіппу». У новому, дванадцятитомному, повному зібранні творів Шевченка, малюнок отримав назву «Александр Македонський виявляє довіру своєму лікареві Філіппу», таку ж назву має малюнок і в «Шевченківській енциклопедії».

## Сюжет малюнка

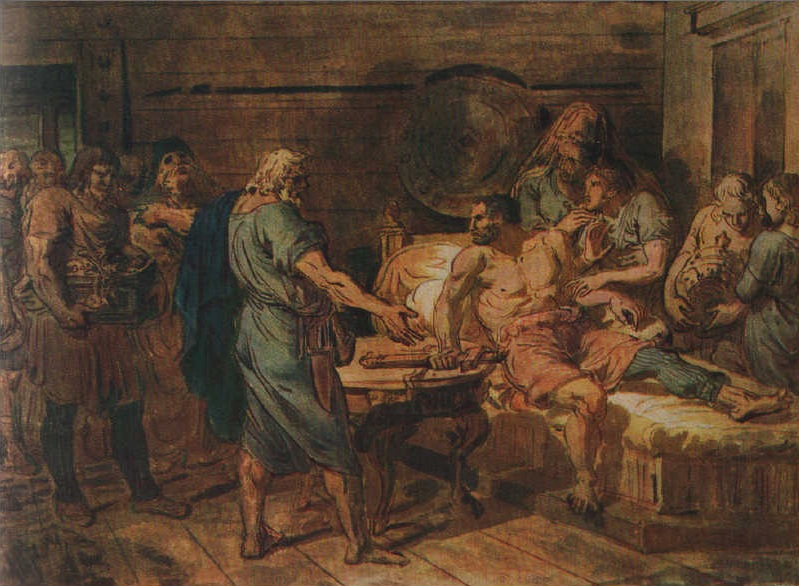
Григорій Угрюмов. «Мінін закликає князя Пожарського до врятування батьківщини» (1800-ті)

Ірина Вериківська припускала, що історичним джерелом для малюнка був твір давньоримського історика Квінта Курція Руфа «Історія Александра Великого Македонського». У творі є розповідь, як одного разу басилевс Александр захворів, але лікарі боялися його лікувати, бо в разі невдачі, вони були б обвинувачені у вбивстві хворого. Лише Філіпп Акарнанський, який був товаришем, вихователем та лікарем Александра з самого його дитинства, наважився зробити ліки для басилевса. Однак, коли вони були готові, до Александра надійшов лист від полководця Парменіона, він стверджував, що Філіпп був підкуплений перським царем Дарієм III. Александр передав цей лист Філіппу, а поки той читав, випив на його очах приготоване зілля.
Малюнок написаний у академічному стилі, його композиція типова для цього жанру. Основна сцена малюнку розміщена на другому плані, хворий Александра Македонський, попри одержаний лист з повідомленням про намір лікаря Філіппа отруїти його, з повним довір'ям п'є його ліки. Драматизм сцени посилено тим, що погляд басилевса та всього його оточення спрямований на Філіппа, який в той час читає листа. Шевченко підкреслив виразність основної думки твору за допомогою його «ілюмінування» (розфарбування) акварельними фарбами. Художник зміг поєднати у малюнку «патетичну піднесеність із психологічною характеристикою персонажів». У зображенні вбрання воїнів Шевченко наслідує античне мистецтво, а в зображенні архітектури інтер'єру — мистецтво італійського Відродження. Мистецтвознавець Леонід Владич, вважав основний сюжет малюнку «виразно промовистим», на його думку, це «віра в благородство людини й осуд наклепництва».
Малюнок виконаний на тему, яку задали в Санкт-Петербузькій академії мистецтв для учнів-конкурентів на золоту медаль у 1836 році, коли саме Шевченко його створив. На думку мистецтвознавця Миколи Бурачека, малюнок міг бути скопійований з робіт академістів. Шевченкознавець Валентина Судак вказувала на подібність роботи Шевченка до акварелі Григорія Угрюмова «Мінін закликає князя Пожарського до врятування батьківщини». Дослідник Василь Яременко припустив, що малюнок з Александром Македонським можна «певною мірою» включити до серії доакадемічних малюнків Тараса Шевченка про смерть відомих історичних особистостей.

## Участь у виставках
Виставки на яких експонувався малюнок:
- Ювілейна Шевченківська виставка. Київ. 1939 (Каталог, № 85)
- Ювілейна Шевченківська виставка. Київ — Москва. 1964
- Шевченківська виставка. Прага. 1968 (Каталог, № 1/1)